# Bangsund
Bangsund este o localitate din comuna Namsos, provincia Nord-Trøndelag, Norvegia, cu o suprafață de 0,66 km² și o populație de 918 locuitori (2013).